# Nonsuch Palace

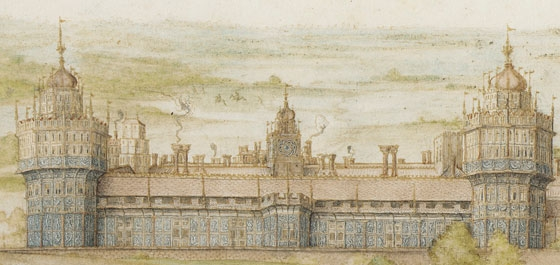
Dettaglio di un acquerello di Georg Hoefnagel rappresentante il fronte sud del Nonsuch Palace.

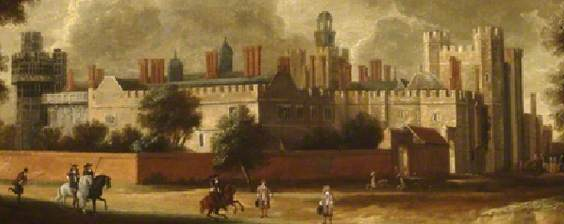
Dettaglio del Nonsuch Palace visto da nordest, c. 1666–1679, attribuito a Hendrick Danckerts

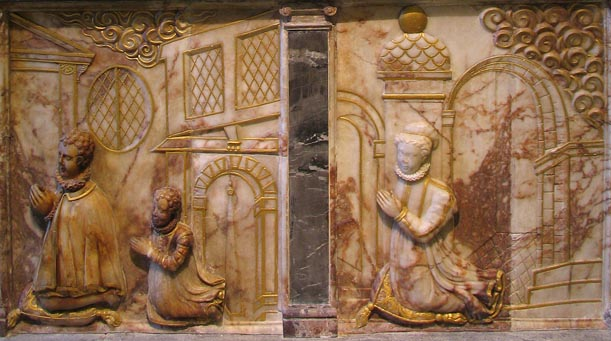
Bassorilievi oggi nella Cappella Lumley sembra raffigurano degli interni del Nonsuch Palace

Il Nonsuch Palace era un palazzo reale di stile Tudor fatto costruire da Enrico VIII nel Surrey, in Inghilterra; esso venne iniziato nel 1538 e rimase in auge sino al 1682–83 quando venne demolito. Sul sito del palazzo si trova oggi il Nonsuch Park nel sobborgo di Epsom and Ewell nel Surrey e nel sobborgo londinese di Sutton.

## Antefatto
Il Nonsuch Palace, fu il più grande progetto architettonico pensato da Enrico VIII. Esso venne costruito sul sito di un'antica chiesa che venne distrutta per far posto alla struttura. I lavori iniziarono il 22 aprile 1538, il primo giorno del trentesimo anno di regno di Enrico, e sei mesi dopo la nascita di suo figlio, il futuro Edoardo VI.
Già due mesi dopo il sito appare noto col nome di "Nonsuch" nei documenti per la sua costruzione: esso significa letteralmente "non tale" a indicare che non vi era un altro palazzo al mondo eguale ad esso per magnificenza. La costruzione proseguì a tappe serrate sino al 1541 ma ci vollero molti anni ancora perché potesse dirsi completato in ogni sua parte. I lavori si ampliarono anche al di fuori del castello dal momento che il Royal Household aveva acquistato vari ettari di terreno esternamente al castello e pertanto molte strade dovettero essere ridisegnate per circumnavigare quello che divenne il Nonsuch Great Park.
Il palazzo venne disegnato per essere una celebrazione del potere e dello splendore della dinastia dei Tudor, costruito per rivaleggiare col castello di Chambord di Francesco I di Francia. A differenza della maggior parte dei palazzi di Enrico, Nonsuch non era un adattamento di una struttura già preesistente; il sovrano scelse di costruire un palazzo ex novo in questo luogo perché vicina ad uno dei terreni di caccia più grandi in suo possesso. Ad ogni modo la scelta del luogo fu poco saggia, dal momento che la zona non era dotata di acqua potabile per usi domestici. Il costo complessivo del palazzo fu di almeno 24.000 sterline (104.000.000 di sterline del 2009) per i ricchi ornamenti che vennero considerati come un vero e proprio esempio guida dell'architettura rinascimentale in Inghilterra.

## Il palazzo verso la fine
Il palazzo era ancora incompleto alla morte di Enrico VIII nel 1547. Nel 1556 la regina Maria I lo vendette a Henry FitzAlan, XIX conte di Arundel, il quale completò la residenza. Nel 1585 il Trattato di Nonsuch venne siglato tra Elisabetta I d'Inghilterra e la Repubblica olandese all'interno delle sale del palazzo. Tornò in mani reali negli anni '90 del Cinquecento. A seguito della vittoria dei Parlamentari nella guerra civile inglese, la residenza di Nonsuch venne confiscata ed assegnata al generale Thomas Pride, che la tenne sino alla propria morte nel 1658. Il palazzo tornò nelle mani della Corona inglese dopo la Restaurazione del 1660 e rimase di proprietà regia sino al 1670 quando Carlo II lo assegnò alla sua amante, Barbara, contessa di Castlemaine. Questa lo fece demolire nel 1682–3 e vendette i materiali da costruzione per pagare i suoi enormi debiti di gioco.
Alcuni elementi del palazzo vennero incorporati in altre costruzioni; ad esempio un pannello di legno scolpito si può vedere nella Great Hall di Loseley Park. Non rimangono ad oggi tracce del palazzo sul sito ma alcuni pezzi sono in mostra al British Museum. Si può invece vedere ancora una collinetta artificiale su cui sorgeva l'antica chiesa preesistente al palazzo che venne demolita per far spazio alla nuova costruzione. Nonsuch Palace non deve essere confuso con Nonsuch Mansion, che si trova ad est del parco.

## Archeologia
Del palazzo sopravvivono ad oggi tre sole immagini, e rivelano ben poco dei dettagli della costruzione. Durante lo scavo di trincee nella seconda guerra mondiale sul sito, vennero ritrovati degli oggetti e venne quindi riscoperto il sito di fondazione della costruzione. Dall'alto, si scoprì che si poteva ancora delineare la piantina della struttura.
Il sito venne scavato nel 1959–60; la pianta del palazzo si presentava piuttosto semplice con corti interne ed esterne, ciascuna con un portale d'ingresso fortificato. Il cortile esterno appariva di forme semplici, mentre il cortile interno era fortemente decorato con pregevoli stucchi e altorilievi. A nord, si trovavano fortificazioni di stile medievale, ma la facciata a sud era ornata con decorazioni rinascimentali, oltre ad una serie di torri ottagonali molto alte. Fu in una di queste torri che si tenne la prima dell'opera principale di Thomas Tallis, Spem in alium. Gli scavi del 1959 a Nonsuch diretti da Martin Biddle furono un evento chiave nella storia dell'archeologia del Regno Unito. Fu uno dei primi siti post-medievali ad essere scavato, attraendo 75.000 visitatori solo durante i lavori.

## I giardini

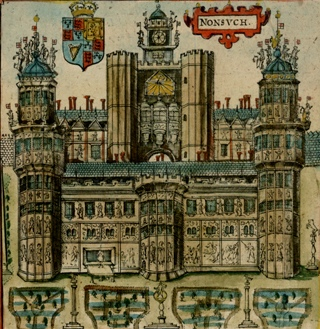
Mappa del 1610 disegnata da John Speed del Surrey dove si vedono i giardini del palazzo.

La mappa del Surrey realizzata da John Speed mostra il palazzo e parte dei suoi giardini. Vi è anche un disegno più dettagliato dei giardini nel "Red Velvet Book" del 1590.

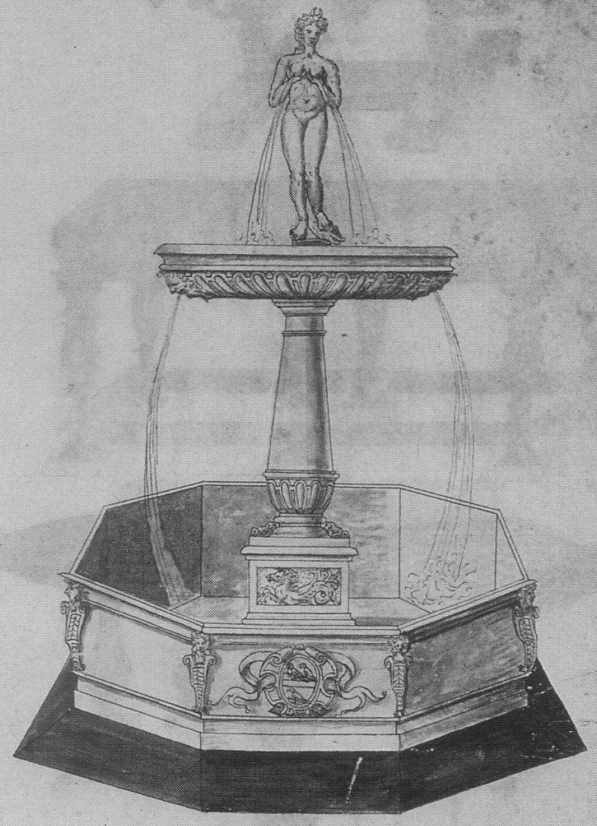
Fontana di Diana
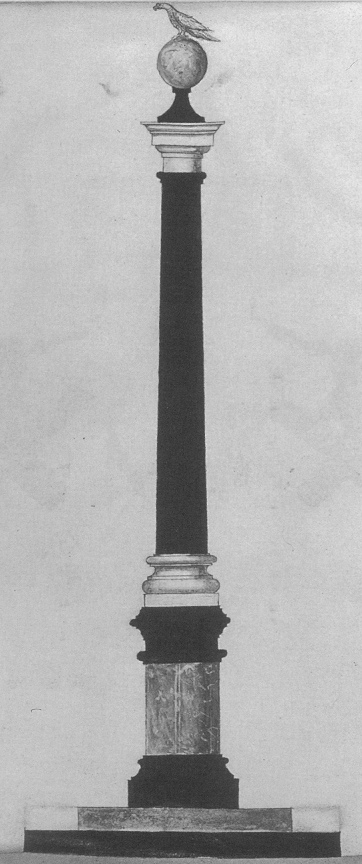
Falcon Perch
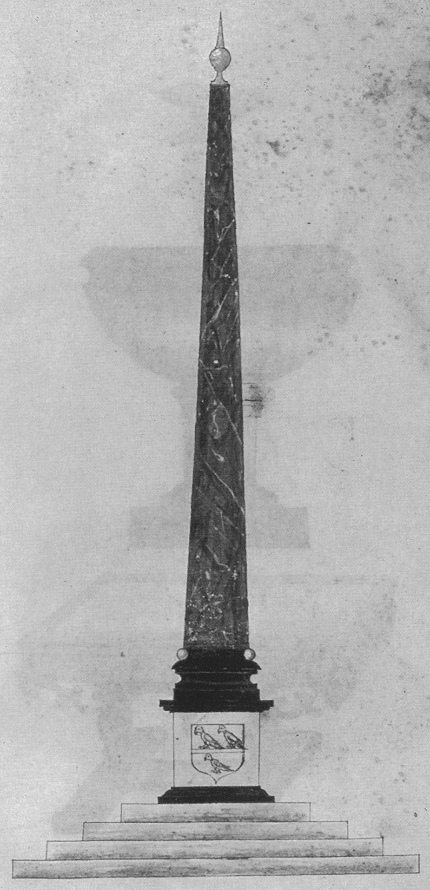
La piramide
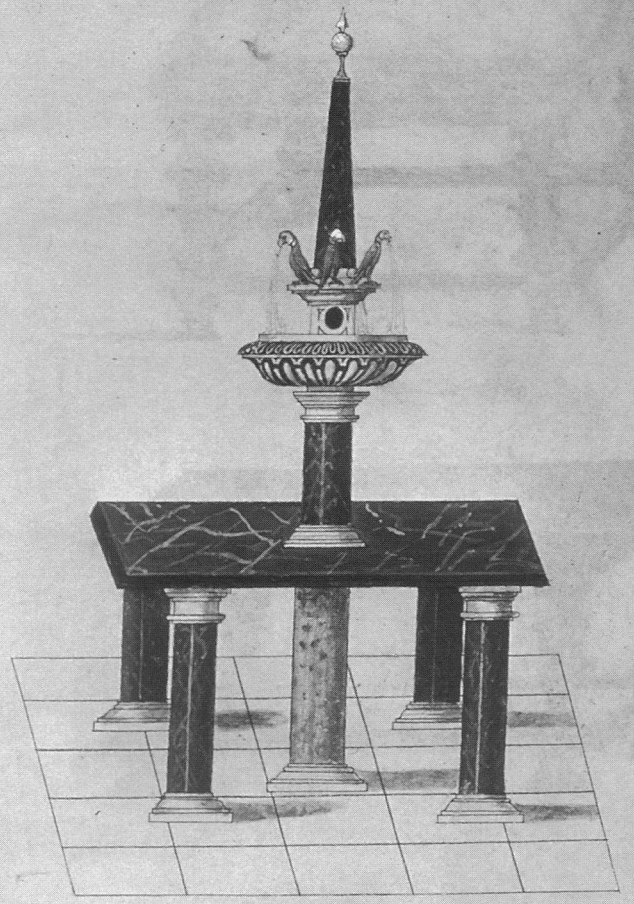
Table Fountain
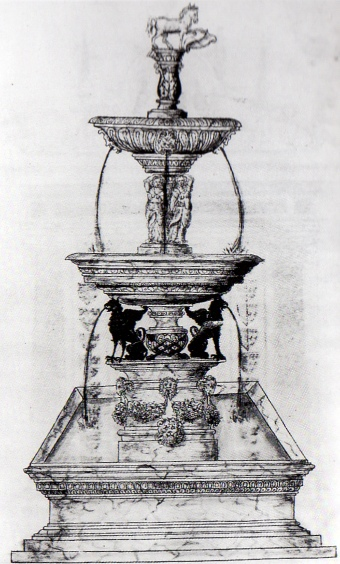
Fontana del cortile interno